# Nigéria az 1988. évi nyári olimpiai játékokon
Nigéria a dél-koreai Szöulban megrendezett 1988. évi nyári olimpiai játékok egyik részt vevő nemzete volt. Az országot az olimpián 8 sportágban 69 sportoló képviselte, akik érmet nem szereztek.

## Asztalitenisz
Férfi
| Versenyző                  | Versenyszám | Csoportkör | Csoportkör | Nyolcaddöntő      | Negyeddöntő       | Elődöntő          | Döntő             | Helyezés |
| Versenyző                  | Versenyszám | Ellenfél Eredmény | Hely.      | Ellenfél Eredmény | Ellenfél Eredmény | Ellenfél Eredmény | Ellenfél Eredmény | Helyezés |
| -------------------------- | ----------- | --- | ---------- | ----------------- | ----------------- | ----------------- | ----------------- | -------- |
| Atanda Musa                | Egyes       | D csoport · Mijazaki Josihito (JPN) · 0:3 · Francisco López (VEN) · 3:0 · Gary Haberl (AUS) · 3:1 · Sujay Ghorpade (IND) · 3:1 · Andrzej Grubba (POL) · 0:3 · Zoran Primorac (YUG) · 3:1 · Jörg Roßkopf (FRG) · 2:3 | 5.         | kiesett           | kiesett           | kiesett           | kiesett           | 33.      |
| Yomi Bankole               | Egyes       | C csoport · Lou Chűn-szung (Lo Chuen Tsung) (HKG) · 0:3 · Vu Ven-csia (Wu Wen-Chia) (TPE) · 0:3 · Harczi Zsolt (HUN) · 3:2 · Alain Choo Choy (MRI) · 3:0 · Abdul Wahab Ali (IRQ) · 3:1 · Yi Ding (AUT) · 0:3 · Csen Lung-can (Chen Longcan) (CHN) · 1:3 | 6.         | kiesett           | kiesett           | kiesett           | kiesett           | 41.      |
| Atanda Musa Titus Omotara  | Páros       | C csoport · Tajvan (TPE) · Huang Huj-csie (Huang Huei-Chieh) · Vu Ven-csia (Wu Wen-Chia) · 0:2 · Kanada (CAN) · Joe Ng · Horatio Pintea · 0:2 · Franciaország (FRA) · Jean-Philippe Gatien · Patrick Birocheau · 0:2 · Mauritius (MRI) · Alain Choo Choy · Gilany Hosnani · 2:0 · Szovjetunió (URS) · Andrej Mazunov · Borisz Rozenberh · 2:0 · Kína (CHN) · Csiang Csia-liang (Jiang Jialiang) · Hszü Ceng-caj (Xu Zengcai) · 0:2 · Jugoszlávia (YUG) · Ilija Lupulesku · Zoran Primorac · 1:2 | 6.         |                   | kiesett           | kiesett           | kiesett           | 21.      |
| Fatai Adeyemo Yomi Bankole | Páros       | D csoport · Dél-Korea (KOR) · An Dzsehjong (An Jae-Hyeong) · Ju Namgju (Yu Nam-Gyu) · 0:2 · Brazília (BRA) · Carlos Kawai · Cláudio Kano · 2:1 · Lengyelország (POL) · Andrzej Grubba · Leszek Kucharski · 0:2 · Hongkong (HKG) · Lou Chűn-szung (Lo Chuen Tsung) · Vong Vong Ju · 0:2 · NSZK (FRG) · Jörg Roßkopf · Steffen Fetzner · 0:2 · Chile (CHI) · Jorge Gambra · Marcos Núñez · 1:2 · Japán (JPN) · Szaitó Kijosi · Vatanabe Takehiro · 0:2                                            | 8.         |                   | kiesett           | kiesett           | kiesett           | 29.      |

Női
| Versenyző                    | Versenyszám | Csoportkör | Csoportkör | Nyolcaddöntő      | Negyeddöntő       | Elődöntő          | Döntő             | Helyezés |
| Versenyző                    | Versenyszám | Ellenfél Eredmény | Hely.      | Ellenfél Eredmény | Ellenfél Eredmény | Ellenfél Eredmény | Ellenfél Eredmény | Helyezés |
| ---------------------------- | ----------- | --- | ---------- | ----------------- | ----------------- | ----------------- | ----------------- | -------- |
| Kuburat Owolabi              | Egyes       | E csoport · Hosino Mika (JPN) · 1:3 · Jasna Fazlić-Reed (YUG) · 0:3 · Katja Nolten (FRG) · 2:3 · Mónica Liyau (PER) · 3:2 · Hjon Dzsonghva (Hyeon Jeong-Hwa) (KOR) · 0:3 | 5.         | kiesett           | kiesett           | kiesett           | kiesett           | 33.      |
| Iyabo Akanmu                 | Egyes       | H csoport · Hong Cshaok (Hong Cha-Ok) (KOR) · 0:3 · Bátorfi Csilla (HUN) · 0:3 · Olga Nemes (FRG) · 0:3 · Jacqueline Díaz (CHI) · 1:3 · Mirjam Hooman-Kloppenburg (NED) · 1:3 | 6.         | kiesett           | kiesett           | kiesett           | kiesett           | 41.      |
| Iyabo Akanmu Kuburat Owolabi | Páros       | A csoport · Szovjetunió (URS) · Flyura Bulatova-Abbate · Olena Kovtun · 0:2 · Jugoszlávia (YUG) · Gordana Perkučin · Jasna Fazlić-Reed · 0:2 · Magyarország (HUN) · Bátorfi Csilla · Urbán Edit · 0:2 · Tajvan (TPE) · Csang Hsziu-jü (Chang Hsiu-Yu) · Lin Li-zsu (Lin Li-Ju) · 0:2 · Hongkong (HKG) · Höü Szou-hung (Hui So Hung) · Mók Khá-szá (Mok Ka Sha) · 0:2 · Ausztrália (AUS) · Kerri Tepper · Nadia Bisiach · 2:0 · Dél-Korea (KOR) · Hjon Dzsonghva (Hyeon Jeong-Hwa) · Jang Jongdzsa ([Yang Yeong-Ja) · 0:2 | 7.         |                   | kiesett           | kiesett           | kiesett           | 13.      |

## Atlétika
Férfi
| Versenyző                                                                                    | Versenyszám     | Előfutam | Előfutam | Előfutam | Negyeddöntő | Negyeddöntő | Negyeddöntő | Elődöntő | Elődöntő | Elődöntő | Döntő   | Döntő    |
| Versenyző                                                                                    | Versenyszám     | Idő      | Hely.    | Össz.    | Idő         | Hely.       | Össz.       | Idő      | Hely.    | Össz.    | Idő     | Helyezés |
| -------------------------------------------------------------------------------------------- | --------------- | -------- | -------- | -------- | ----------- | ----------- | ----------- | -------- | -------- | -------- | ------- | -------- |
| Isiaq Adeyanju                                                                               | 200 m           | 21,10    | 3.       | 24.*     | 21,01       | 6.          | 26.         | kiesett  | kiesett  | kiesett  | kiesett | kiesett  |
| Isiaq Adeyanju                                                                               | 100 m           | 10,45    | 2.       | 23.      | 10,32       | 3.          | 13.*        | 10,60    | 6.       | 14.      | kiesett | kiesett  |
| Chidi Imoh                                                                                   | 100 m           | 10,62    | 1.       | 48.*     | 11,44       | 8.          | 47.         | kiesett  | kiesett  | kiesett  | kiesett | kiesett  |
| Olapade Adeniken                                                                             | 100 m           | 10,56    | 3.       | 41.**    | 10,30       | 2.          | 12.         | 10,33    | 6.       | 10.      | kiesett | kiesett  |
| Olapade Adeniken                                                                             | 200 m           | 20,77    | 3.       | 8.       | 20,92       | 3.          | 20.         | 20,67    | 6.       | 12.      | kiesett | kiesett  |
| Innocent Egbunike                                                                            | 400 m           | 46,02    | 3.       | 11.      | 45,02       | 2.          | 7.*         | 44,74    | 4.       | 8.       | 44,72   | 5.       |
| Sunday Uti                                                                                   | 400 m           | 47,08    | 3.       | 36.      | 45,33       | 5.          | 15.         | kiesett  | kiesett  | kiesett  | kiesett | kiesett  |
| Ado Maude                                                                                    | 800 m           | 1:50,48  | 5.       | 45.      | kiesett     | kiesett     | kiesett     | kiesett  | kiesett  | kiesett  | kiesett | kiesett  |
| Yohanna Waziri                                                                               | Maraton         |          |          |          |             |             |             |          |          |          | 2:29:14 | 60.      |
| Abbas Mohamed                                                                                | Maraton         |          |          |          |             |             |             |          |          |          | 2:35:26 | 70.      |
| Victor Edet Olapade Adeniken Isiaq Adeyanju Olatunji Olobia Davidson Ezinwa Abdullah Tetengi | 4 × 100 m váltó | 39,15    | 2.       | 6.       |             |             |             | 39,05    | 6.       | 10.      | kiesett | kiesett  |
| Sunday Uti Moses Ugbisien Henry Amike Innocent Egbunike                                      | 4 × 400 m váltó | 3:06,59  | 3.       | 10.      |             |             |             | 3:01,13  | 4.       | 4.       | 3:02,50 | 7.       |

| Versenyző       | Versenyszám   | Selejtező                   | Selejtező | Döntő    | Döntő    |
| Versenyző       | Versenyszám   | Eredmény                    | Helyezés  | Eredmény | Helyezés |
| --------------- | ------------- | --------------------------- | --------- | -------- | -------- |
| Yusuf Alli      | Távolugrás    | 773 cm (holtverseny) 772 cm | 14.       | kiesett  | kiesett  |
| Joseph Taiwo    | Hármasugrás   | 16,42 m                     | 9.        | 16,46 m  | 9.       |
| Adewale Olukoju | Diszkoszvetés | 54,44 m                     | 23.       | kiesett  | kiesett  |

Női
| Versenyző                                                          | Versenyszám     | Előfutam | Előfutam | Előfutam | Negyeddöntő   | Negyeddöntő   | Negyeddöntő   | Elődöntő | Elődöntő | Elődöntő | Döntő   | Döntő    |
| Versenyző                                                          | Versenyszám     | Idő      | Hely.    | Össz.    | Idő           | Hely.         | Össz.         | Idő      | Hely.    | Össz.    | Idő     | Helyezés |
| ------------------------------------------------------------------ | --------------- | -------- | -------- | -------- | ------------- | ------------- | ------------- | -------- | -------- | -------- | ------- | -------- |
| Mary Onyali-Omagbemi                                               | 200 m           | 22,82    | 2.       | 4.       | 22,89         | 2.            | 14.           | 22,43    | 5.       | 7.       | kiesett | kiesett  |
| Falilat Ogunkoya                                                   | 200 m           | 23,12    | 3.       | 14.      | 22,88         | 5.            | 12.*          | kiesett  | kiesett  | kiesett  | kiesett | kiesett  |
| Airat Bakare                                                       | 400 m           | 52,83    | 3.       | 17.      | 52,86         | 6.            | 21.           | kiesett  | kiesett  | kiesett  | kiesett | kiesett  |
| Maria Usifo                                                        | 100 m gát       | 13,50    | 5.       | 20.      | nem ért célba | nem ért célba | nem ért célba | kiesett  | kiesett  | kiesett  | kiesett | kiesett  |
| Maria Usifo                                                        | 400 m gát       | 55,99    | 5.       | 14.      |               |               |               | kiesett  | kiesett  | kiesett  | kiesett | kiesett  |
| Falilat Ogunkoya Kehinde Vaughan Airat Bakare Mary Onyali-Omagbemi | 4 × 400 m váltó | 3:30,21  | 6.       | 9.       |               |               |               |          |          |          | kiesett | kiesett  |

| Versenyző    | Versenyszám   | Selejtező | Selejtező | Döntő    | Döntő    |
| Versenyző    | Versenyszám   | Eredmény  | Helyezés  | Eredmény | Helyezés |
| ------------ | ------------- | --------- | --------- | -------- | -------- |
| Grace Apiafi | Súlylökés     | 15,06 m   | 22.       | kiesett  | kiesett  |
| Grace Apiafi | Diszkoszvetés | 49,84 m   | 19.       | kiesett  | kiesett  |

* - egy másik versenyzővel azonos eredményt ért el

** - két másik versenyzővel azonos eredményt ért el

## Birkózás
Szabadfogású
| Versenyző          | Versenyszám | Vigaszágas kiesés | Vigaszágas kiesés | Helyosztók        | Helyosztók        | Bronz- mérkőzés   | Döntő             | Helyezés    |
| Versenyző          | Versenyszám | Vigaszágas kiesés | Vigaszágas kiesés | 7. helyért        | 5. helyért        | Bronz- mérkőzés   | Döntő             | Helyezés    |
| Versenyző          | Versenyszám | Ellenfél Eredmény | Hely.             | Ellenfél Eredmény | Ellenfél Eredmény | Ellenfél Eredmény | Ellenfél Eredmény | Helyezés    |
| ------------------ | ----------- | --- | ----------------- | ----------------- | ----------------- | ----------------- | ----------------- | ----------- |
| Amos Ojo Adekunle  | 48 kg       | B csoport · İlyas Şükrüoğlu (TUR) · 1–8 · Javier Delgado (COL) · 6–8 | 7.                | kiesett           | kiesett           | kiesett           | kiesett           | helyezetlen |
| Garba Lame         | 52 kg       | A csoport · Władysław Stecyk (POL) · kétvállas · Arslan Seyhanlı (TUR) · 1–16 | 10.               | kiesett           | kiesett           | kiesett           | kiesett           | helyezetlen |
| Monday Eguabor     | 74 kg       | A csoport · Uwe Westendorf (GDR) · 1–4 · Rahmat Szofiadi (BUL) · 0–15 | 13.               | kiesett           | kiesett           | kiesett           | kiesett           | helyezetlen |
| Victor Kodei       | 82 kg       | B csoport · Martin Doyle (GBR) · 15–9 · Ubaldo Rodríguez (PUR) · kétvállas · Mohamed Zayar (SYR) · 7–1 · Mark Schultz (USA) · kétvállas · Alekszandr Tambovcev (URS) · kétvállas | 6.                | kiesett           | kiesett           | kiesett           | kiesett           | helyezetlen |
| Christian Iloanusi | 90 kg       | A csoport · Óta Akira (JPN) · 6–12 · Abdul Majeed (PAK) · passzivitás | 10.               | kiesett           | kiesett           | kiesett           | kiesett           | helyezetlen |
| Jackson Bidei      | 100 kg      | A csoport · Hayri Sezgin (TUR) · kétvállas · a 2. fordulóban nem indult | 10.               | kiesett           | kiesett           | kiesett           | kiesett           | helyezetlen |

## Cselgáncs
| Versenyző             | Versenyszám | Csoport | Selejtező                                     | 32-es főtábla                            | Nyolcaddöntő                              | Negyeddöntő       | Elődöntő          | Vigaszág nyolcaddöntő | Vigaszág negyeddöntő | Vigaszág elődöntő | Bronz- mérkőzés   | Döntő             | Helyezés |
| Versenyző             | Versenyszám | Csoport | Ellenfél Eredmény                             | Ellenfél Eredmény                        | Ellenfél Eredmény                         | Ellenfél Eredmény | Ellenfél Eredmény | Ellenfél Eredmény     | Ellenfél Eredmény    | Ellenfél Eredmény | Ellenfél Eredmény | Ellenfél Eredmény | Helyezés |
| --------------------- | ----------- | ------- | --------------------------------------------- | ---------------------------------------- | ----------------------------------------- | ----------------- | ----------------- | --------------------- | -------------------- | ----------------- | ----------------- | ----------------- | -------- |
| Majemite Omagbaluwaje | Harmatsúly  | B       | erőnyerő                                      | Ilíasz Joánnu (CYP) · 0120–0000          | Bruno Carabetta (FRA) · 0000–0000 (bírói) | kiesett           | kiesett           |                       |                      |                   |                   |                   | 14.      |
| Mamudu Adamu          | Váltósúly   | B       | Jukka-Pekka Metsola (FIN) · 0000–0000 (bírói) | kiesett                                  | kiesett                                   | kiesett           | kiesett           |                       |                      |                   |                   |                   | 34.      |
| West Iqiebor          | Középsúly   | B       | erőnyerő                                      | Wálter Carmona (BRA) · 0000–0000 (bírói) | kiesett                                   | kiesett           | kiesett           |                       |                      |                   |                   |                   | 19.      |

## Labdarúgás
| Nigériai labdarúgócsapat-játékoskeret | Nigériai labdarúgócsapat-játékoskeret                                                                                            |
| --- | --- |
| - Ademola Adeshina - Andrew Uwe - Augustine Eguavoen - Bright Omokaro - Chidi Nwanu - Christian Obi - David Ngodiga - Dom Iorfa - Emeka Ezeugo | - Mike Obiku - Osaro Obobaifo - Rashidi Yekini - Dahiru Sadi - Samson Siasia - Samuel Okwaraji - Sylvanus Okpala - Wole Odegbami |

### Eredmények
Csoportkör
D csoport
| Csapat            | M | Gy | D | V | Rg | Kg | Gk | P |
| ----------------- | - | -- | - | - | -- | -- | -- | - |
| Brazília (BRA)    | 3 | 3  | 0 | 0 | 9  | 1  | +8 | 6 |
| Ausztrália (AUS)  | 3 | 2  | 0 | 1 | 2  | 3  | –1 | 4 |
| Jugoszlávia (YUG) | 3 | 1  | 0 | 2 | 4  | 4  | 0  | 2 |
| Nigéria (NGR)     | 3 | 0  | 0 | 3 | 1  | 8  | –7 | 0 |

| 1988. szeptember 18. 19:00 (UTC+9) |

| Brazília (BRA)                       | 4–0               | Nigéria (NGR) |
| ------------------------------------ | ----------------- | ------------- |
| Edmar 59' Romário 74' 84' Bebeto 86' | (0–0) Jegyzőkönyv |               |

| Hanbat Stadium, Daejeon Nézőszám: 29 512 Játékvezető: Vincent Mauro (amerikai) |

| 1988. szeptember 20. 17:00 (UTC+9) |

| Jugoszlávia (YUG)                  | 3–1               | Nigéria (NGR) |
| ---------------------------------- | ----------------- | ------------- |
| Stojković 35' 67' Šabanadžović 49' | (1–0) Jegyzőkönyv | Yekini 88'    |

| Hanbat Stadium, Daejeon Nézőszám: 24 000 Játékvezető: Choi Gil-Soo (dél-koreai) |

| 1988. szeptember 22. 19:00 (UTC+9) |

| Ausztrália (AUS) | 1–0               | Nigéria (NGR) |
| ---------------- | ----------------- | ------------- |
| Kosmina 76'      | (0–0) Jegyzőkönyv |               |

| Dongdaemun Stadium, Szöul Nézőszám: 12 800 Játékvezető: Michał Listkiewicz (lengyel) |

| Csapat        | Helyezés |
| ------------- | -------- |
| Nigéria (NGR) | 13.      |

## Ökölvívás
| Versenyző            | Versenyszám     | Selejtező                     | 32-es főtábla                                | Nyolcaddöntő                   | Negyeddöntő           | Elődöntő          | Döntő             | Helyezés |
| Versenyző            | Versenyszám     | Ellenfél Eredmény             | Ellenfél Eredmény                            | Ellenfél Eredmény              | Ellenfél Eredmény     | Ellenfél Eredmény | Ellenfél Eredmény | Helyezés |
| -------------------- | --------------- | ----------------------------- | -------------------------------------------- | ------------------------------ | --------------------- | ----------------- | ----------------- | -------- |
| Mohammed Sabo        | Harmatsúly      | erőnyerő                      | John Lowey (IRL) · 1:4                       | kiesett                        | kiesett               | kiesett           | kiesett           | 17.      |
| Anthony Konyegwachie | Pehelysúly      | Daniel Dumitrescu (ROU) · 0:5 | kiesett                                      | kiesett                        | kiesett               | kiesett           | kiesett           | 33.      |
| Blessing Onoko       | Könnyűsúly      | Charles Lubulwa (UGA) · RSC   | Mohamed Hegazi (EGY) · 0:5                   | kiesett                        | kiesett               | kiesett           | kiesett           | 17.      |
| Liasu Braimoh        | Kisváltósúly    | erőnyerő                      | Cson Dzsincshol (Jeon Jin-Cheol) (KOR) · RSC | kiesett                        | kiesett               | kiesett           | kiesett           | 17.      |
| Adewale Adegbusi     | Váltósúly       | erőnyerő                      | Daryl Joseph (ANT) · KO                      | Javier Martínez (ESP) · 5:0    | Jan Dydak (POL) · 1:4 | kiesett           | kiesett           | 5.       |
| Osmond Imadiyi       | Félnehézsúly    |                               | Rund Kanika (COD) · KO                       | Damir Škaro (YUG) · 0:5        | kiesett               | kiesett           | kiesett           | 9.       |
| Ovwigbo Uba          | Szupernehézsúly |                               | erőnyerő                                     | Andreas Schnieders (FRG) · 0:5 | kiesett               | kiesett           | kiesett           | 9.       |

RSC – a mérkőzésvezető megállította a mérkőzést

## Súlyemelés
| Versenyző            | Versenyszám | Szakítás                 | Szakítás                 | Lökés    | Lökés    | Összesen | Helyezés |
| Versenyző            | Versenyszám | Eredmény                 | Helyezés                 | Eredmény | Helyezés | Összesen | Helyezés |
| -------------------- | ----------- | ------------------------ | ------------------------ | -------- | -------- | -------- | -------- |
| Lawrence Iquaibom    | 67,5 kg     | 125,0                    | 14.                      | 160,0    | 11.      | 285,0    | 12.      |
| Muyiwa Odusanya      | 82,5 kg     | 150,0                    | 9.                       | 170,0    | 11.      | 320,0    | 9.       |
| Olusola Awosina      | 90 kg       | 140,0                    | 14.                      | 192,5    | 7.       | 332,5    | 12.      |
| Gilbert Ojadi Aduche | +110 kg     | érvényes kísérlet nélkül | érvényes kísérlet nélkül | kiesett  | kiesett  | kiesett  | kiesett  |

## Tenisz
Férfi
| Versenyző              | Versenyszám | 64-es főtábla                                | 32-es főtábla                                                         | Nyolcaddöntő      | Negyeddöntő       | Elődöntő          | Döntő             | Helyezés |
| Versenyző              | Versenyszám | Ellenfél Eredmény                            | Ellenfél Eredmény                                                     | Ellenfél Eredmény | Ellenfél Eredmény | Ellenfél Eredmény | Ellenfél Eredmény | Helyezés |
| ---------------------- | ----------- | -------------------------------------------- | --------------------------------------------------------------------- | ----------------- | ----------------- | ----------------- | ----------------- | -------- |
| Tony Mmoh              | Egyes       | Wojtek Kowalski (POL) · 6–2, 6–4, 6–4        | Michiel Schapers (NED) · 6–4, 3–6, 1–6, 6–4, 1–6                      | kiesett           | kiesett           | kiesett           | kiesett           | 17.      |
| Sadiq Abdullahi        | Egyes       | Javier Sánchez Vicario (ESP) · 2–6, 5–7, 3–6 | kiesett                                                               | kiesett           | kiesett           | kiesett           | kiesett           | 33.      |
| Nduka Odizor           | Egyes       | Robert Seguso (USA) · 4–6, 3–6, 2–6          | kiesett                                                               | kiesett           | kiesett           | kiesett           | kiesett           | 33.      |
| Nduka Odizor Tony Mmoh | Páros       |                                              | Franciaország (FRA) · Guy Forget · Henri Leconte · 3–6, 2–6, 7–6, 6–7 | kiesett           | kiesett           | kiesett           | kiesett           | 17.      |